# 315
- La crucifixió és abolida com a càstig en l'Imperi Romà.[1][2]
- Constantí I dedica la Basílica de Maxenci i hi instal·la una gran estàtua d'ell mateix.[3]

## Naixements
- Cesarea (Palestina): Sant Ciril, patriarca de Jerusalem i pare de l'Església. (m. 386)
- Prusa (Bitínia): Himeri de Prusa, filòsof sofista grec. (m. 386)